# EU-Gipfel März 2017
Der EU-Gipfel März 2017 fand vom 9. bis 10. März 2017 in Brüssel, Belgien, statt.

## Themen
Der erste Tag des EU Gipfels stand offiziell unter dem Zeichen der Wirtschaftspolitik. Hier zeigten sich die Staats- und Regierungschefs zufrieden mit der Entwicklung der wirtschaftlichen Lage, die durch die Reformen der Mitgliedstaaten seit 2008 sehr positiv beeinflusst wurde. Etwas überschattet wurde er jedoch durch Differenzen mit der polnischen Regierung bei der Wiederwahl von Ratspräsident Donald Tusk.
Die am informellen zweiten Tag des Gipfels entstandenen Ergebnisse der internen Verhandlungen zur Erklärung von Rom anlässlich des 60. Jahrestages der EU zeigten auf, dass die Mehrheit der Mitgliedstaaten ein Europa der verschiedenen Geschwindigkeiten bevorzugt.

### Wiederwahl Donald Tusks als Ratspräsident
Die Staats- und Regierungschefs wählten Donald Tusk erneut als Präsidenten des Europäischen Rates. Er erhielt 27 Stimmen, nur die Regierung seines Heimatlandes Polen stimmte aus innenpolitischen Gründen gegen ihn. Tusks liberal-konservative Partei ist in Warschau in der Opposition gegen die rechtskonservative PiS Partei von Jarosław Kaczyński. Die polnischen Vertreter kritisierten das Vorgehen der anderen Staaten bei der Wiederwahl Tusks. Der polnische Außenminister Witold Waszczykowski sprach gar von einem "Diktat aus Berlin". Die Vertreter der polnischen Regierung blockierten daraufhin alle weiteren Entscheidungen und verweigerten sogar die Zustimmung. Tusks zweite Amtszeit von zweieinhalb Jahren lief vom 1. Juni 2017 bis zum 30. November 2019. In dieser Zeit war er auch Präsident des Euro-Gipfels.

### Arbeit und Wirtschaft
Die nach 2008 eingeleiteten Reformen in den Mitgliedstaaten zeigten ermutigende Ergebnisse. Alle Staaten berichteten wirtschaftliches Wachstum, die Arbeitslosenzahlen waren so niedrig wie seit dem Jahr 2009 nicht mehr und Investitionen durch die öffentliche Hand stiegen an. In diesem Zusammenhang forderten die Teilnehmer eine Stärkung und Verlängerung des Europäischen Fonds für strategische Investitionen.
Beim Thema Handel wurden die positiven Entwicklungen hin zum Wirtschafts- und Handelsabkommen mit Kanada begrüßt. Weitere Abkommen mit dem Mercosur und Mexiko, vor allem aber mit Japan sollten vorangetrieben werden.
Vertreter östlicher EU-Mitgliedstaaten beklagten sich über eine geringere Qualität von Lebensmitteln, die nach Osteuropa geliefert würden. So hatten Tests in der Slowakei, Polen und Tschechien ergeben, dass die Produkte internationaler Lebensmittelhersteller weniger hochwertige Inhaltsstoffe enthielten als in den westlichen Ländern.

### Außen- und Sicherheitspolitik
Im Bereich der Außen- und Sicherheitspolitik begrüßten die Teilnehmer erzielte Fortschritte im Bereich der externen Verteidigung und forderten weitere Maßnahmen und Mittel. Auch im Bereich der inneren Sicherheit und der Terrorismusbekämpfung forderten sie verstärkte Anstrengungen zur zeitnahen Umsetzung des Europäischen Reiseinformations- und ‑genehmigungssystem (ETIAS).
Die Mitgliedstaaten stellten ferner fest, dass sie sich nicht auf eine gemeinsame Europäische Staatsanwaltschaft einigen konnten, weshalb sich nun mehrere Mitgliedstaaten zusammenschließen können, um eine gemeinsame Institution auf freiwilliger Basis ins Leben zu rufen. 17 Staaten kündigten ihr Interesse an, darunter auch Deutschland. Die neue Behörde solle insbesondere gegen Kriminalität im Finanzbereich vorgehen, wie z. B. Korruption, Betrug mit EU-Finanzmitteln oder grenzüberschreitenden Mehrwertsteuerbetrug.
Im Bereich der Migration bekräftigten die Mitgliedstaaten ihre Absicht, die auf Malta getroffenen Entscheidungen zur europäischen Asylpolitik vollumfänglich umzusetzen und auf eine grundlegende Reform der Asylpolitik hinzuarbeiten.

### Vorbereitung zum 60. Jahrestag der Gründung der EU in Rom
Am zweiten Tag des Gipfels trafen sich die 27 verbleibenden Mitgliedsstaaten zu einem informellen Treffen, um eine gemeinsame Erklärung anlässlich des EU-Jubiläumstreffen am 25. März 2017 in Rom vorzubereiten. Zuvor hatte Kommissionspräsident Jean-Claude Juncker ein Weißbuch mit verschiedenen Szenarien für die weitere Entwicklung Europas vorgestellt. Die deutsche Bundeskanzlerin sprach sich wie bereits in Malta für die Variante eines "Europas der verschiedenen Geschwindigkeiten" aus. Das Ziel einer "ever closer union", einer immer enger zusammenwachsenden Union, rückte damit erst einmal in weitere Ferne.